# Бранд, Томас, 3-й виконт Хэмпден
Бригадный генерал Томас Уолтер Бранд, 3-й виконт Хэмпден (англ. Thomas Walter Brand, 3rd Viscount Hampden; 29 января 1869 — 4 сентября 1958) — британский пэр и военный.

## Происхождение и образование
Родился 29 января 1869 года в Вестминстере, Лондон. Старший сын Генри Роберта Бранда, 2-го виконта Хэмпдена (1841—1906), и его второй жены, Сьюзен Генриетте Кавендиш (1846—1909), дочери лорда Джорджа Кавендиша.
Он получил образование в Итонском колледже и Тринити-колледже в Кембридже.
22 ноября 1906 года после смерти своего отца Томас Бранд унаследовал титулы 3-го виконта Хэмпдена из Глайнда в графстве Сассекс и 25-го барона Дакра, став членом Палаты лордов Великобритании.

## Карьера
Томас Бранд получил чины младшего лейтенанта в ноябре 1889 года, лейтенанта в июне 1891 года и капитана в феврале 1898 года. Он служил офицером в Хартфордширском полку, затем был переведён в 10-й Королевский гусарский полк. Он принимал участие в Южной Африке во время Второй англо-бурской войны с 1899 по 1902 год, во время которой он получил временное повышение до чина майора в ноябре 1900 года. С июля 1901 года он был адъютантом Сассекского имперского йоменского полка. Он получил звание майора в январе 1903 года , позже в том же году был назначен вторым командующим 2-го временного полка гусар. С 1905 года он был личным секретарем графа Кодора, затем служил в звании бригадного майора в британских вооруженных силах с 1908 по 1910 год. С февраля 1913 года он служил подполковником 1-го батальона Хартфордширского полка в составе Территориальной армии.
Он воевал в Первой мировой войне, где он упоминался в донесениях восемь раз. После начала Первой мировой войны Хартфордширский полк был развернут на Западном фронте, и Томас Бранд оставался командующим до января 1915 года. Впоследствии он был повышен до бригадного генерала и назначен командовать 126-й (Восточно-Ланкаширской) бригадой в Галлиполи, 6-й конной бригадой в составе Западных пограничных войск и позднее 185-й (2/1-й Западный верховой) бригадой в битве при Камбре и сражениях 1918 года. С 1935 по 1939 год — полковник 10-го Королевского гусарского полка.
Томас Бранд занимал должности заместителя лейтенант и лорда-лейтенанта графства Хартфордшир. С 1920 по 1931 год — адъютант короля Георга V, лорд в ожидании в 1924—1936 годах.
Кавалер Ордена Святых Михаила и Георгия (1915), кавалер Ордена госпиталя Святого Иоанна Иерусалимского, кавалер Ордена Бани, кавалер Ордена Почётного легиона, рыцарь-командор Ордена Бани (1921), кавалер Большого креста Королевского Викторианского ордена (1935).

## Личная жизнь
29 апреля 1899 года Томас Бранд женился на леди Кэтрин Мэри Монтегю-Дуглас-Скотт (25 марта 1875 — 7 марта 1951), старшей дочери Уильяма Генри Уолтера Монтегю Дуглас Скотта, 6-го герцога Баклю, и леди Луизы Джейн Гамильтон. У супругов было восемь детей:
- Томас Генри Бранд, 4-й виконт Хэмпден (30 марта 1900 — 17 октября 1965), старший сын и преемник отца.
- Подполковник Дэвид Фрэнсис Бранд, 5-й виконт Хэмпден (14 июня 1902 — 4 сентября 1975)
- Достопочтенная Джоан Луиза Бранд (род. 7 декабря 1904), в 1925 году она вышла замуж за сэра Бэзила Сэмюэла Хилла Хилл-Вуда, 2-го баронета, от брака с которым у неё было двое детей.
- Достопочтенная Барбара Констанция Бранд (род. 1 апреля 1907), в 1934 году она вышла замуж за Рональда Гарри Хайэма, от которого у неё было двое детей.
- Достопочтенный Ранульф Уильям Бранд (9 декабря 1909 — 6 октября 1912)
- Достопочтенная Элизабет Маргарет Бранд (род. 21 сентября 1911), в 1935 году она вышла замуж за майора Сесила Чедвика Ломакса, от брака с которым у неё было трое детей.
- Достопочтенная Моника Дороти Бранд (3 марта 1914 — 23 октября 2009), в 1933 году она вышла замуж за Д’Арси Лэмбтона, от которого у него было двое детей.
- Капитан Достопочтенный Чарльз Эндрю Бранд (14 июля 1920 — 25 апреля 1978).